# He Zhili
He Zhili (Japans: ちれ 小山) (Shanghai, 30 september 1964) is een Chinees-Japans professioneel tafeltennisspeelster. Ze werd in 1987 nog als Chinese wereldkampioen enkelspel, maar vertegenwoordigt sinds 1993 Japan. Ze veranderde haar naam daarbij in Chire Koyama, waarbij ze de achternaam van haar echtgenoot draagt. Haar wereldtitel leverde haar veel kritiek op in haar geboorteland en dwongen haar officieus tot een vertrek uit China.

## Onbedoelde kampioen
De in China geboren Zhili werd in 1987 wereldkampioene door in de finale de Zuid-Koreaanse Yang Young-ja te verslaan, maar haar coach en begeleidingsstaf waren toen al boos vertrokken. De Chinese had voor aanvang van de halve finale de instructie gekregen deze te verliezen van haar ploeggenoot Guan Jianhua, maar gehoorzaamde hier niet aan. Daarmee was ze in de ogen van de Chinezen een verraadster. Het op deze manier manipuleren van de uitslagen was voor hen niet ongewoon en er kwam nooit iemand tegen in opstand. Zo moest en zou Zhuang Zedong drie wereldtitels op rij pakken van zijn bazen, nadat hij 1961 voor het eerst wereldkampioen werd. Zijn landgenoot en grootste concurrent Li Furong was daarom verplicht de WK-finales van 1963 en 1965 van hem te verliezen en zo geschiedde.

## Vertrek uit China
Zhili werd officieel niet gestraft voor haar ongehoorzaamheid, maar werd niet opgenomen in het tafeltennisteam dat uitgevaardigd werd naar de Olympische Zomerspelen 1988, terwijl ze op dat moment nummer één op de wereldranglijst stond. De Chinese had op dat moment romantische betrekkingen met de Japanner Hideyuki Koyama, waarmee ze trouwde en naar Japan verhuisde.
Zhili veranderde haar naam in Chire Koyama en ging voor Japan spelen. Voor haar nieuwe thuisland kwam ze vervolgens uit op onder meer nog drie wereldkampioenschappen (na twee voor China), drie Aziatische kampioenschappen (na drie voor China), de Olympische Zomerspelen 1996 en de Olympische Zomerspelen 2000. Van 1996 tot en met 2000 kwam Koyama uit op internationale toernooien van de ITTF Pro Tour, waarbij ze zich in 1999 voor de ITTF Pro Tour Grands Finals kwalificeerde en in 2000 het Kroatië Open won.

## Aziatische Spelen 1994
Zhili's populariteit in China had al een stevige deuk opgelopen voor haar vertrek naar Japan, maar bereikte een dieptepunt in 1994. Hoewel ze zes jaar geen internationale wedstrijden meer had gespeeld, verscheen ze op de Aziatische Spelen van 1994 in Hiroshima, waar ze uitkwam voor uitgerekend China's erfvijand Japan. Zhili won het toernooi niet alleen, maar versloeg op haar weg naar de titel ook nog Qiao Hong, Chen Jing en in de finale Deng Yaping. Daarmee was haar naam als 'verraadster' gevestigd.

## Erelijst
Belangrijkste resultaten:
- Wereldkampioen enkelspel 1987
- Winnares WK-landenteams 1985 (met China)
- Winnares Aziatisch kampioenschap enkelspel 1984, 1986, 1988 (namens China) en 1996 (namens Japan)
- Winnares Aziatische Spelen enkelspel 1994 (namens Japan)
- Zilver Aziatische Spelen 1986 in het enkelspel, dubbelspel (met Jiao Zhimin) en landentoernooi (namens China)